# 고호정
고호정(1994년 10월 20일~)은 과거 보이 그룹 핫샷과 유앤비의 멤버였다.

## 개요
2014년 10월 31일 그룹 핫샷의 멤버로 데뷔했다.
이후 노태현의 제안을 받아 2017년 10월 KBS 2TV에서 방영된 아이돌 리부팅 프로젝트 더 유닛에 김티모테오와 함께 출전했으며, 최종 3위로 2018년 4월 7일 9인조 프로젝트 보이그룹 유앤비로 데뷔, 활동했다.